# هازلسدورف-توبلباد
هازلسدورف-توبلباد (به آلمانی: Haselsdorf-Tobelbad) یک منطقهٔ مسکونی در اتریش است که در گراتس اومگبونگ واقع شده‌است. هازلسدورف-توبلباد ۶٫۶۶ کیلومتر مربع مساحت دارد ۳۵۳ متر بالاتر از سطح دریا واقع شده‌است.